# 이봐 선생님, 그거 모르지?
《이봐 선생님, 그거 모르지?》(ねぇ先生、知らないの? 네센세이, 시라나이노?[*])는 아사노 아야의 일본의 소녀 만화이다. 소년 만화 잡지 “プレミアCheese! / 프리미어 Cheese”(小学館(이하, ‘쇼가쿠칸’))에서 2018년 12월호부터 연재중이다. 여성 만화가와 남성 미용사의 우연한 만남에서 시작되는 사랑을 그린다.
2019년 12월부터 심야 드라마 시간대 ‘ドラマ特区→드라마 특구’에서 드라마가 방송되고 있다.

## 등장 인물
- 아오이 하나(青井華)

소녀 만화 전문 만화가
예고없이 찾아 들어간 미용실에 있던 리이치와 사랑에 빠진다.
- 키도 리이치(城戸理一)

미용사
만화 그리기에 열심히 몰두하는 하나에게 반해버린다.

## 잡지 정보
- 아사노 아야 《일본어: ねぇ先生、知らないの? / 이봐 선생님, 그거 모르지?》, 쇼가쿠칸〈플라워 코믹스 α〉, 기간 1권 (2019년 11월 8일 기준)
  1. 2019년 11월 08일 발매, ISBN 978-4-09-870656-3[4]

## 드라마
2019년 12월부터 방송되고 있다. 주연은 바바 후미카와 아카소 에이지이다.

### 등장 인물
- 바바 후미카 : 아오이 하나(青井華) 역
- 아카소 에이지 : 키도 리이치(城戸理一) 역
- 야하기 호노카 : 호시노 나나세(星野七瀬) 역
- 와다 마사나리 : 키리타니 아사히(桐谷朝陽) 역
- 후루카와 츠요시 : 준(潤) 역
- 미야세 류비 : 코이누마(小井沼) 역
- 탄다 하즈키 : 마코토(真琴) 역

### 방송 일정
| 화수  | 날짜             | 날짜             |
| 화수  | 일본             | 대한민국         |
| ----- | ---------------- | ---------------- |
| 제1화 | 2019년 12월 06일 | 2019년 12월 11일 |
| 제2화 | 12월 13일        | 12월 18일        |
| 제3화 | 12월 20일        | 12월 26일        |
| 제4화 | 12월 27일        | 2020년 1월 02일  |
| 제5화 | 2020년 1월 10일  | 1월 08일         |
| 제6화 | 1월 17일         | 1월 22일         |

#### 방송 시간
| 방송 기간                          | 방송 시간                                    | 방송국        | 대상 지역   | 비고                                                |
| ---------------------------------- | -------------------------------------------- | ------------- | ----------- | --------------------------------------------------- |
| 2019년 12월 6일 ~ 2020년 1월 17일  | 매주 금요일 새벽 12:59 ~ 1:29 (목요일 심야)  | 마이니치 방송 | 긴키 광역권 | 제작국                                              |
| 2019년 12월 5일 ~ 2020년 1월 16일  | 매주 목요일 밤 11:00 ~ 11:30                 | TV 가나가와   | 가나가와현  | 1시간 59분 선행                                     |
| 2019년 12월 7일 ~ 2020년 1월 18일  | 매주 토요일 새벽 12:00 ~ 12:30 (금요일 심야) | 지바 TV       | 지바현      |                                                     |
| 2019년 12월 11일 ~ 2020년 1월 22일 | 매주 수요일 밤 11:30 ~ 12:00                 | TV 사이타마   | 사이타마현  |                                                     |
| 2019년 12월 17일 ~ 2020년 1뭘 21일 | 매주 화요일 새벽 1:50 ~ 2:20 (월요일 심야)   | 시즈오카 방송 | 시즈오카현  |                                                     |
| 2020년 7월 3일 ~ 8월 7일           | 매주 금요일 아침 10:50 ~ 11:20               | 오이타 방송   | 오이타현    |                                                     |
| 2020년 7월 5일 ~ 8월 9일           | 매주 일요일 새벽 1:28 ~ 1:58 (토요일 심야)   | 니가타 방송   | 니가타현    | 드라마 중에서 아오이 하나 역의 바바 후미카의 출신지 |
| 2020년 8월 2일 ~                   | 매주 일요일 새벽 1:58 ~ 2:28 (토요일 심야)   | 튤립 TV       | 도야마현    |                                                     |
| 2020년 8월 14일 ~                  | 매주 금요일 새벽 12:56 ~ 1:26 (목요일 심야)  | 아이 TV       | 에히메현    |                                                     |

| 마이니치 방송 드라마 특구                                                                   | 마이니치 방송 드라마 특구                                                           | 마이니치 방송 드라마 특구              |
| 이전 작품                                                                                   | 작품명                                                                              | 다음 작품                              |
| ------------------------------------------------------------------------------------------- | ----------------------------------------------------------------------------------- | -------------------------------------- |
| あおざくら 防衛大学校物語 아오자쿠라 방위대학교 이야기 (2019년 11월 1일 ~ 2019년 11월 29일) | ねぇ先生、知らないの? 이봐 선생님, 그거 모르지? (2019년 12월 6일 ~ 2020년 1월 17일) | ホームルーム 홈룸 (2020년 1월 24일 ~ ) |